# Marcos Paulo Alves
Marcos Paulo Alves (Doresópolis, 11 de maio de 1977) é um ex-futebolista brasileiro que atuava como volante.

## Carreira
Revelado pelo Cruzeiro, Marcos Paulo destacou-se na equipe mineira e foi convocado por Vanderlei Luxemburgo para a Seleção Brasileira entre 1999 e 2000, onde sagrou-se campeão da Copa América de 1999 e da Copa das Confederações FIFA de 1999.

## Títulos
Cruzeiro
- Campeonato Mineiro: 1998
- Recopa Sul-Americana: 1998
- Copa Centro-Oeste: 1999
- Copa dos Campeões Mineiros: 1999
- Copa do Brasil: 2000
- Copa Sul-Minas: 2001

Maccabi Haifa
- Campeonato Israelense: 2003–04

Portuguesa
- Campeonato Paulista - Série A2: 2007

Brasil
- Copa América: 1999